# Seimberg
Der Seimberg ist ein 803 m ü. NHN hoher Berg im Landkreis Schmalkalden-Meiningen (Thüringen).

## Lage
Der Seimberg befindet sich südlich von Brotterode. An seinem Nordhang steht die nach dem gegenüberliegenden Großen Inselsberg benannte Inselbergschanze. Etwa 1000 m südsüdwestlich des Gipfels befindet sich das Naturdenkmal Mommelstein.